# Myrcella Baratheon
Myrcella Baratheon és un personatge fictici de la saga literària Cançó de gel i de foc de l'escriptor George R. R. Martin. És l'única filla del rei Robert Baratheon i la Cersei Lannister, i germana de Joffrey i Tommen Baratheon. El seu pare biològic real és el seu oncle, germà de la Cersei, Jaime Lannister.

## Història
Està compromesa amb el príncep Trystane Martell de Dorne i és pupil·la del príncep Doran Martell. La Myrcella és descrita com una jove que ha heretat tota la bellesa de la seva mare però sense el seu caràcter, i és considerada una noia intel·ligent, molt cortès i voluntariosa per a la seva edat.
La Myrcella va néixer i créixer a Port Reial, essent la primera filla del rei Robert i de la reina Cersei. Viatja juntament amb tota la seva família a Hivèrnia quan el seu pare anava a nomenar-hi l'Eddard Stark com la seva Mà del Rei.
El seu oncle Tyrion Lannister és nomenat Mà del Rei en funcions i per signar la pau amb la Casa Martell de Dorne, decideix prometre la Myrcella amb el príncep Trystane Martell, fill del príncep governant Doran Martell. La Myrcella és enviada a Dorne juntament amb la seva espasa juramentada, ser Arys Oakheart de la Guàrdia Reial. Durant la seva marxa es produí l'anomenada Revolta de Port Reial, on la població atacà la família reial i els seus guàrdies, arribant fins i tot a matar el Septó Suprem.
La Myrcella s'adapta molt bé als costums, al clima i a la seva nova família a Dorne, congeniant molt bé amb el seu promès Trystane. La princesa Arianne Martell trama aleshores una conspiració per coronar la Myrcella Reina dels Set Regnes després de la mort d'en Joffrey, argumentant que a Dorne no importa el sexe per heretar el tron, de manera que la Myrcella seria la legítima heretera en ser més gran que en Tommen. La Myrcella, acompanyada de la princesa Arianne i de diversos amics seus part des de Llança de Sol fins a Els Inferns, però la conspiració és descoberta pel príncep Doran i és frustrada, durant la qual Ser Gerold Dayne intenta matar la Myrcella per forçar en Doran a anar a la guerra, sobrevivint la petita princesa però quedant amb una cicatriu a la galta dreta que li arrencà una orella.